# Cargeghe
Cargeghe (sardinsky: Calzèghe, Cagliègga) je italská obec (comune) v provincii Sassari v regionu Sardinie. Nachází se ve výšce 333 metrů nad mořem a má 580 obyvatel. Rozloha obce je 12,05 km².